# Чамар
Чамар (англ. Chamar) — гора в Азії, висотою — 7165 метрів, найвища вершина хребта Срінгі-Гімал (або Серанг Гімал), який в свою чергу є частиною Непальських Гімалаїв.

## Географія
Масивна гора з двома вершинами: Чамар Головна, лежить північніше, та Чамар Південна (7161 м) — лежить за 0,8 км на південь — південний-схід від головної. Адміністративно вершина лежить у районі Горкха, в зоні Ґандакі, у крайній північно-східній частині Західного регіону Непалу. Вершина лежить між долиною Шиар Хола — на сході, та долиною Том Хола-Трисулі Гандакі — на заході, за 3 км на південь від кордону з Тибетським автономним районом (Китай), приблизно за 100 км на північ — північний захід від столиці Непалу — Катманду і приблизно за 25 км на схід від Манаслу (8163 м), найближчого восьмитисячника.
Абсолютна висота вершини 7165 метрів над рівнем моря. Відносна висота — 2061 м, з найвищим сідлом — 5104 м. Топографічна ізоляція вершини відносно найближчої вищої гори Янгра (7422 м) — становить 24,99 км.

### Хребет Срінгі-Гімал
Гірський хребет Срінгі-Гімал, невеликий за гімалайськими стандартами, лежить у віддаленому, малозаселеному місці; мало відвідуваний мандрівниками.
Незважаючи на відносно низький рівень висот серед основних гір Непалу, гора Чамар є винятковою вершиною хребта, у її крутому підйомі над місцевим рельєфом. Тільки над долиною Тома Хола-Трисулі Гандакі, вона піднімається на висоту у 5500 м, на горизонтальній відстані близько 13 км.

## Історія підкорення
Цікаво, що немає документальних записів про спробу успішного першого підкорення цієї гори у 1953 році. У травні-червні цього року експедиція з Нової Зеландії у складі М. Бішопа та Намгіала піднялася на вершину Чамар Головна за маршрутом через Північно-східний хребет, розмістивши на шляху підйому п'ять таборів. Вершина Чамар Південна все ще вважається непідкореною.
Сайт «Himalayan Index» вказує ще три невдалих спроби підкорення вершини у 1983, 1994 і 2000 роках.